# Darjeeling Himalayan Railway
Darjeeling Himalayan Railway (DHR), Darjeelingbanan, är en smalspårig järnväg (2 ft, 610 mm) i distriktet Darjeeling i den indiska delstaten Västbengalen. Järnvägen, som byggdes av britterna, kallas ibland Toy train (leksakståget) på grund av den smala spårvidden.
DHR anses som det första och fortfarande mest storslagna exemplet på anläggandet av järnvägar i mycket höglänt terräng. Järnvägen förklarades  som världsarv av Unesco 1999.

## Historia

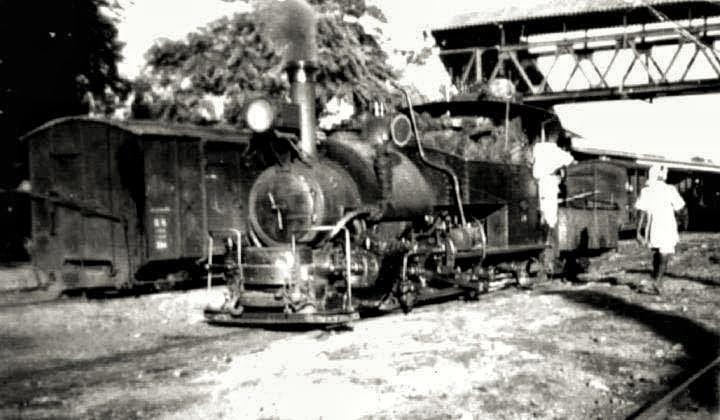
Siliguri station 1881.

På 1870-talet utvecklades Darjeeling till en "Hill station" där engelmännen kunde tillbringa sommaren i ett kyligare klimat. Resan dit från Kolkata kunde dock ta flera veckor med tåg, ångfartyg och oxkärra. Man byggde ut järnvägarna  så att resan från Kolkata till Siliguri bara tog 24 timmar, men den sista sträckan till Darjeeling var för brant för tågen.
År 1878 besökte Franklin Prestage Darjeeling och efter besöket föreslog han att man skulle bygga en smalspårig järnväg mellan Siliguri och Darjeeling. Förslaget togs väl emot av Västbengalens guvernör och året efter fick man tillstånd att bilda bolaget Darjeeling Steam Tramway Company, som senare bytte namn till Darjeeling Himalayan Railway, för att bygga och driva järnvägen.

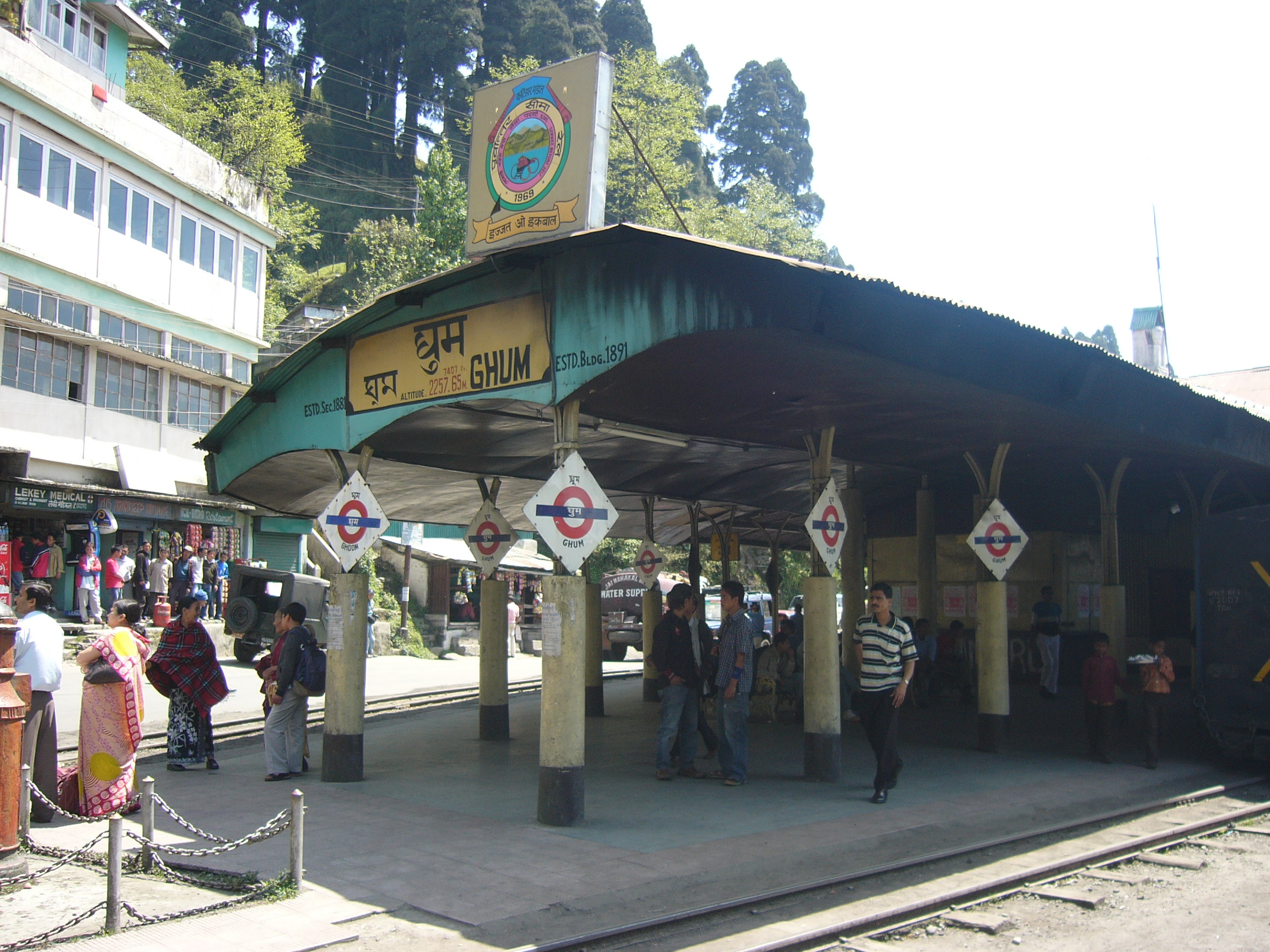
Ghum är högsta punkten på linjen.

Man började byggnationen direkt och i mars 1880 var den första, 31 kilometer långa sträckan mellan Siliguri och Tindharia klar. I augusti hade man nått ytterligare 21 kilometer till Kurseong och i februari 1881 nådde man Sonada, 15 kilometer längre fram. I april 1881 nådde man 10 kilometer fram till Ghum som ligger 2 258 meter över havet och 4 juli 1881 var den sista, 6 kilometer långa sträckan till Darjeeling klar.

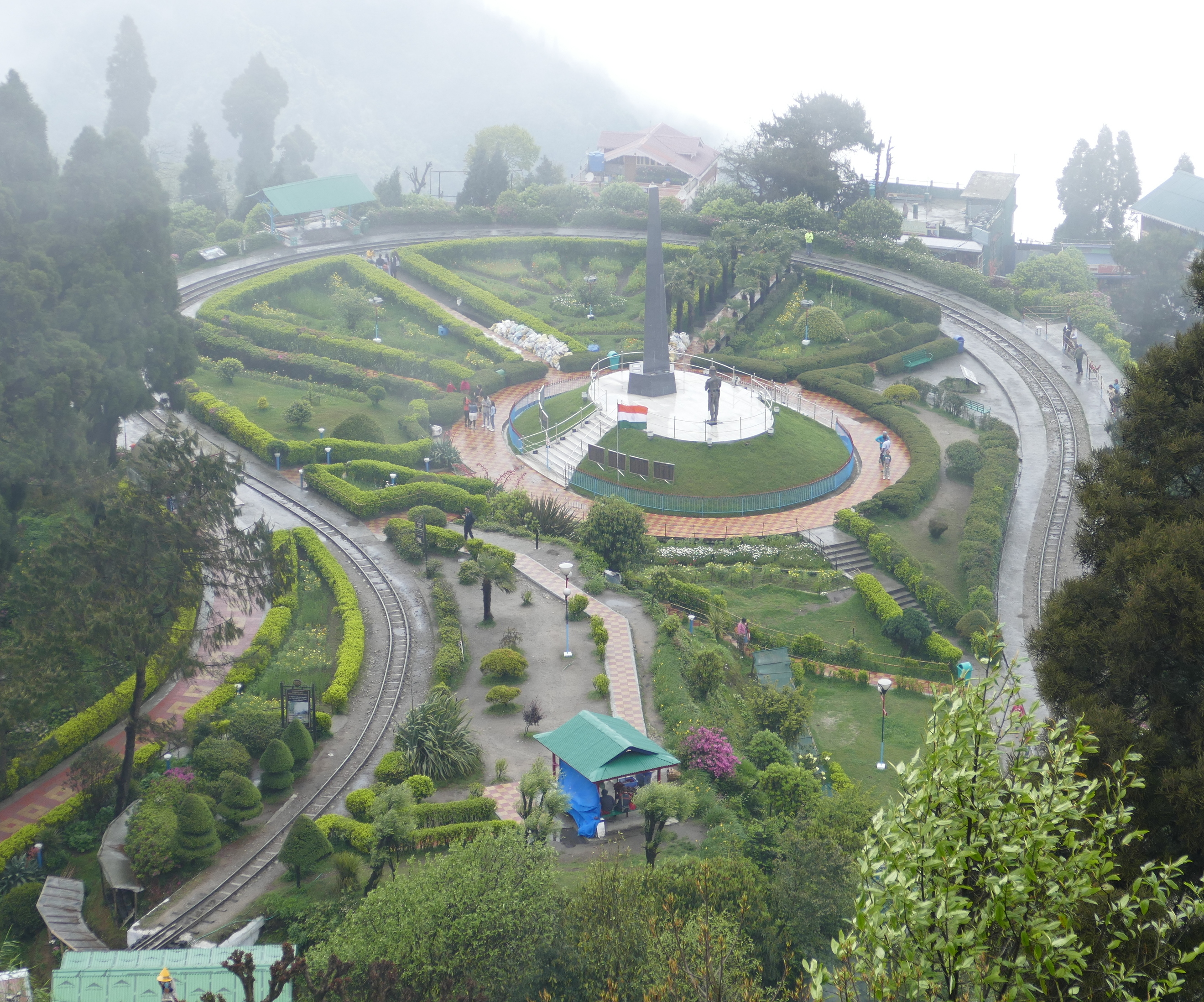
Vändslinga vid Batasia med minnesmärke över gurkhasoldater i mitten.

På grund av den besvärliga terrängen byggde man både vändspår och sicksackspår samt hela 554 broar. År 1934 byggdes linjens enda tunnel som dock stängdes efter ett jordskred 1968. År 1962 förlängdes järnvägen från Siliguri till New Jalpaiguri junction.

## Rullande materiel

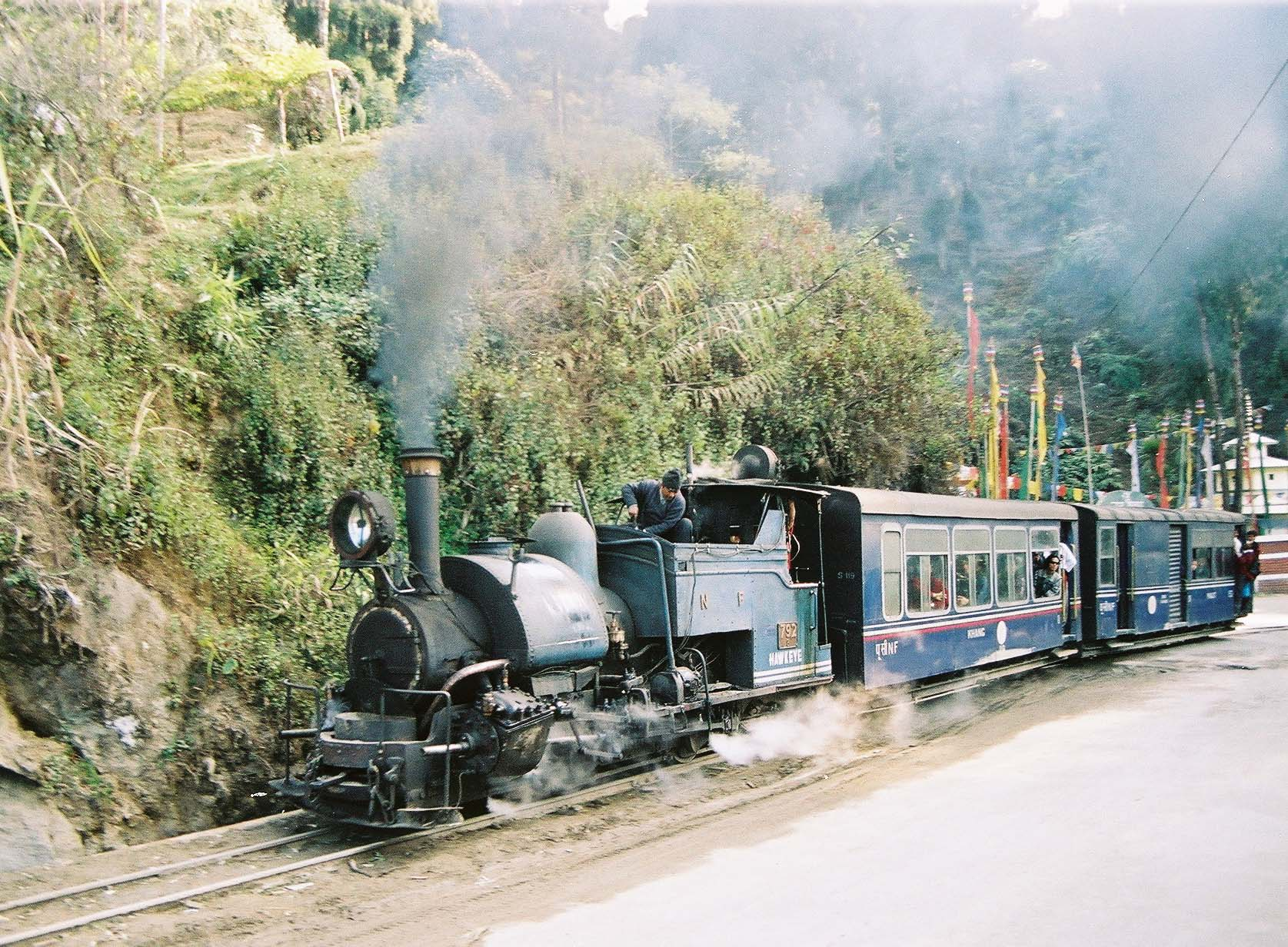
DHR 792 med vagnar.

År 1944 hade Darjeeling Himalayan Railway 39 ånglok och mer än 2 000 anställda och strax innan järnvägen övertogs av staten 20 oktober 1948. hade man 139 personvagnar och 606 godsvagnar. Godstrafiken avvecklades 1993 men några godsvagnar har bevarats.
Idag (2017) har man 13 ånglok kvar av de 34 som tillverkades av 
Sharp, Stewart and Company i Glasgow mellan 1889 och 1925. 

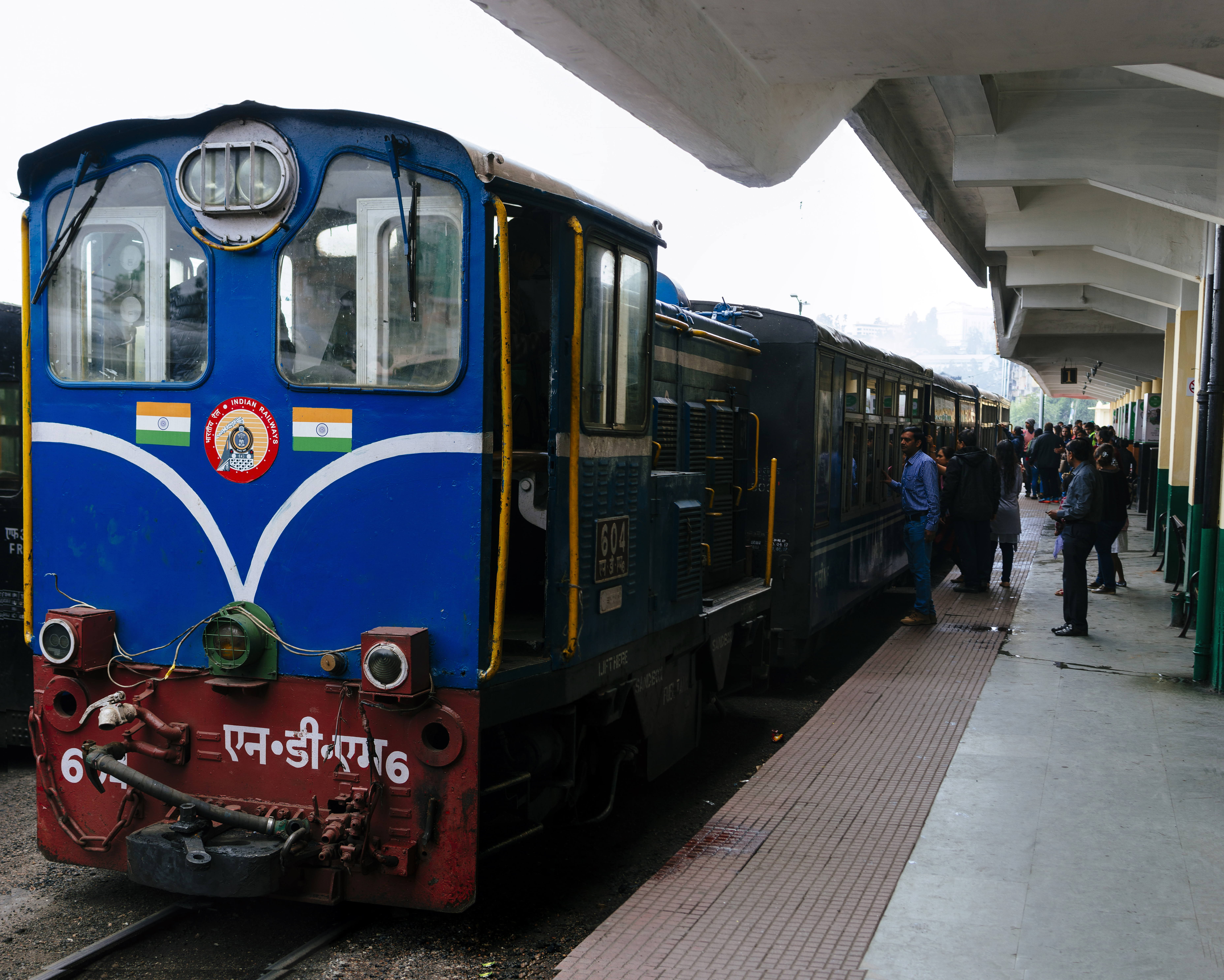
Ett av Dieselloken.

DHR har också fyra moderna diesellok som har byggts av Sury & Naire (SANCO) i Bangalore. 
De har 4 drivhjul och 400 hästkrafter och väger 17 ton. Dieselloken används i ordinarie trafik medan ångloken används i turisttrafiken från Darjeeling till Ghum samt på sträckan mellan Kurseong och Darjeeling. 

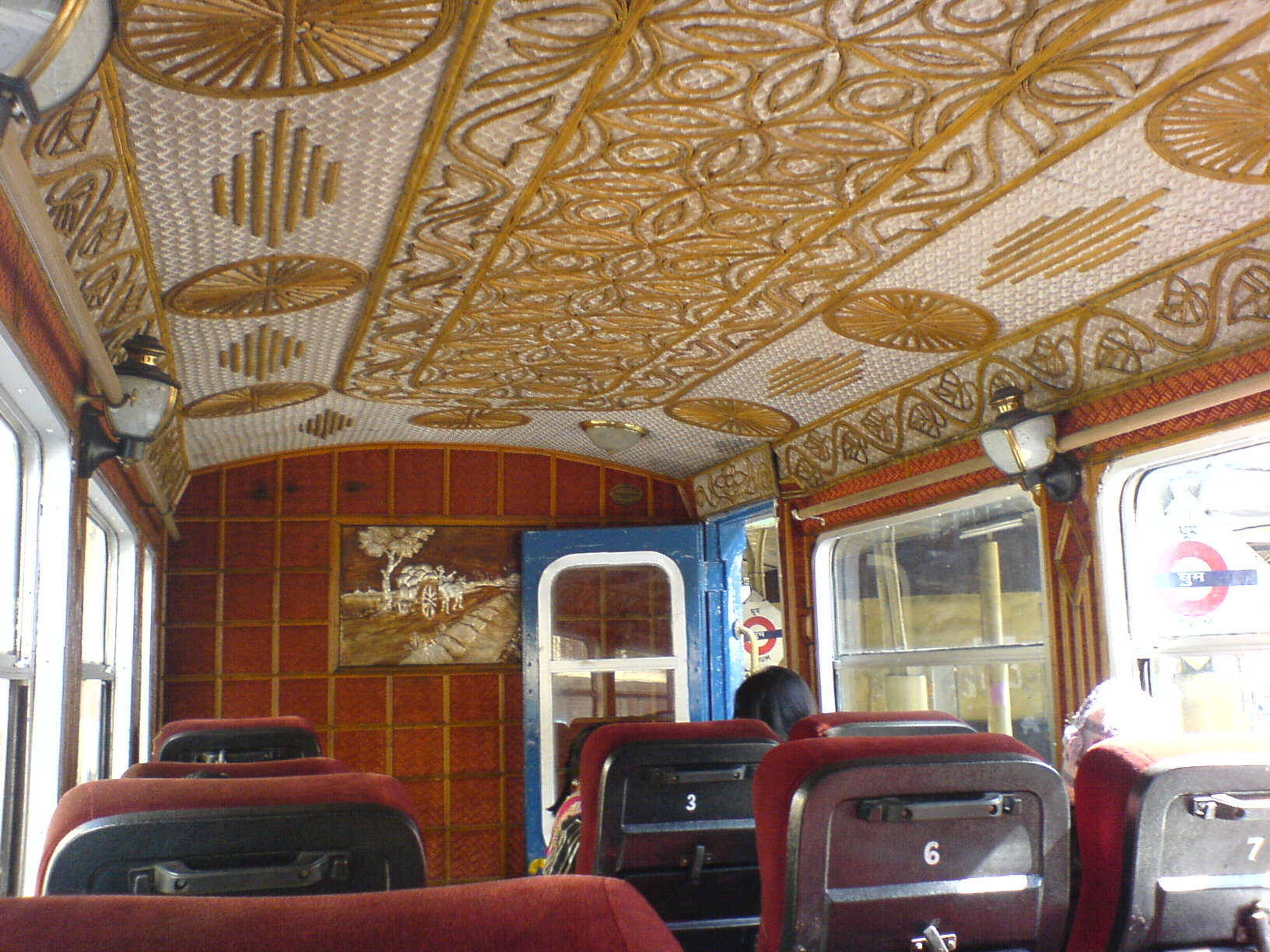
Första klass.

En typisk personvagn är drygt 8 meter lång med boggier. År 1999 hade man 38 personvagnar varav den äldsta var från 1917 och den nyaste från 1997. De underhålls vid vagnverkstaden i Siliguri junction.